# Гаєць (Любуське воєводство)
Гаєць (пол. Gajec) — село в Польщі, у гміні Жепін Слубицького повіту Любуського воєводства.
Населення — 242 особи (2011).
У 1975-1998 роках село належало до Гожовського воєводства.

## Демографія
Демографічна структура станом на 31 березня 2011 року:
|          | Загалом | Допрацездатний вік | Працездатний вік | Постпрацездатний вік |
| -------- | ------- | ------------------ | ---------------- | -------------------- |
| Чоловіки | 122     | 30                 | 81               | 11                   |
| Жінки    | 120     | 27                 | 69               | 24                   |
| Разом    | 242     | 57                 | 150              | 35                   |